# La Esperanza, Tres Valles
La Esperanza är en ort i Mexiko.   Den ligger i kommunen Tres Valles och delstaten Veracruz, i den sydöstra delen av landet, 300 km öster om huvudstaden Mexico City. La Esperanza ligger 42 meter över havet och antalet invånare är 397.
Terrängen runt La Esperanza är mycket platt. Runt La Esperanza är det ganska tätbefolkat, med 75 invånare per kvadratkilometer. Närmaste större samhälle är Colonia Adolfo Ruiz Cortines, 7,0 km sydost om La Esperanza. Omgivningarna runt La Esperanza är en mosaik av jordbruksmark och naturlig växtlighet.